# Ham-les-Moines

Ham-les-Moines este o comună în departamentul Ardennes din nordul Franței. În 1 ianuarie 2022 avea o populație de 360 de locuitori.